# Seznam prekmurskih časopisov in koledarjev (1875–1953)
Seznam prekmurskih časopisov in koledarjev med 1875 in 1953

## A
- Amerikanszki Szlovencov glász – American Windisch Voice (6. maj 1921–1954), urednik: Jožef Časar, Jožef Korpič, Alex Kardos

## D
- Dober pajdás kalendárium (1899–1919, 1923–1942), koledar, urednik: Jožef Pustaj, Franc Talanji, Franc Celec
- Domovina (15. november 1920–15. oktober 1922), mesečnik, ter propagandni list, urednik: Sándor Mikola
- Düševni list (20. december 1922–20. november 1941), mesečnik, urednik: Janoš Flisar, Števan Kovatš, Adam Lutar

## E
- Evangeličanski kalendar (1923–1942), koledar, urednik: Janoš Flisar, Števan Kovatš, Adam Lutar, Leopold Hari, Aladar Darvaš,

## I
- Istina – Igazság (25. november 1923), tednik in propagandni list, urednik: Josip Kiraly. Samo leta 1923.

## K
- Kalendar Srca Jezušovoga (1904–1944), koledar, urednik: Franc Ivanoci, Jožef Klekl ml., Jožef Klekl st.
- Kalendár za vogrszke Szlovence vu Ameriki (1922), koledar, samo ena izdaja, urednik: Lovrenc Horvat

## L
- Letno Vöpokázanye Rim. Katoliczanske Fare Sz. Jozsefa za leto 1952. 416E. Fifth Street, Betlehem, Pa. Phone 1486. (1953)

## M
- Marijin list (najprej Nevtepeno poprijéta Devica Marija zmozsna goszpá vogrszka) (december 1904–8. april 1941), mesečnik, urednik: Jožef Klekl st., Ivan Baša, Jožef Klekl ml.
- Marijikin ograček (8. januar 1932–8. december 1940), otroški mesečnik, urednik: Jožef Klekl st.
- Mörszka krajina (22. oktober 1922–1. maj, 1927), tednik, urednik: Števan Kühar z Markišavec
- Muraszombat és vidéke. Magyar és vend nyelvű vegyes tartalmú hetilap (25. december 1884–10. avgust 1919, 24. maj 1941–23. marec 1945). Dvojezični madžarsko-prekmurski tednik, urednik: István R. Takács, Nándor Hartner, Ernő Szász

## N
- Naš Slovenski kalendar (iz Dobrega Pajdása) (1922), koledar, urednik: Jožef Kološa, Franc Talanji. Samo ena izdaja, ker je od 1923 zopet izhajal Dober Pajdás
- Novine (8. december 1913–3. april 1941), tednik, urednik: Jožef Klekl st., Franc Bajlec, Franc Kolenc

## P
- Prijátel (15. september 1875–15. julij 1879), časnik, urednik: Imre Augustič
- Kalendar Slovenskoga Potporgnoga Drüštva Slovenski dom (1945–1947), koledar, ima prvo, drugo in tretjo izdajo

## S
- Szlobodna Rejcs – Free Word (1916–1928), tednik, urednik: Peter Kardoš v South Betlehemu
- Szlovenszke novine (iz Szlobodne Rejcsi) (1929–1931?), tednik, urednik: Peter Kardoš v South Betlehemu.
- Sztrázsa (izhajala v Betlehemu; primerek ni v razvidu, niti ni znano leto izida) urednik: Lovrenc Horvat

## V
- Vogrszki Szlovenecz – The voice of Slovenians from Hungary (1. december 1916–?), urednik: Martin Godina v South Betlehemu

## Z
- Zvejzda Vogrszki Szlovenczov – Star of Slovenians from Hungary (1916–1922) urednik: Lovrenc Horvat, Jožef Krampatš v Chicagu